# Upper Atmosphere Research Satellite

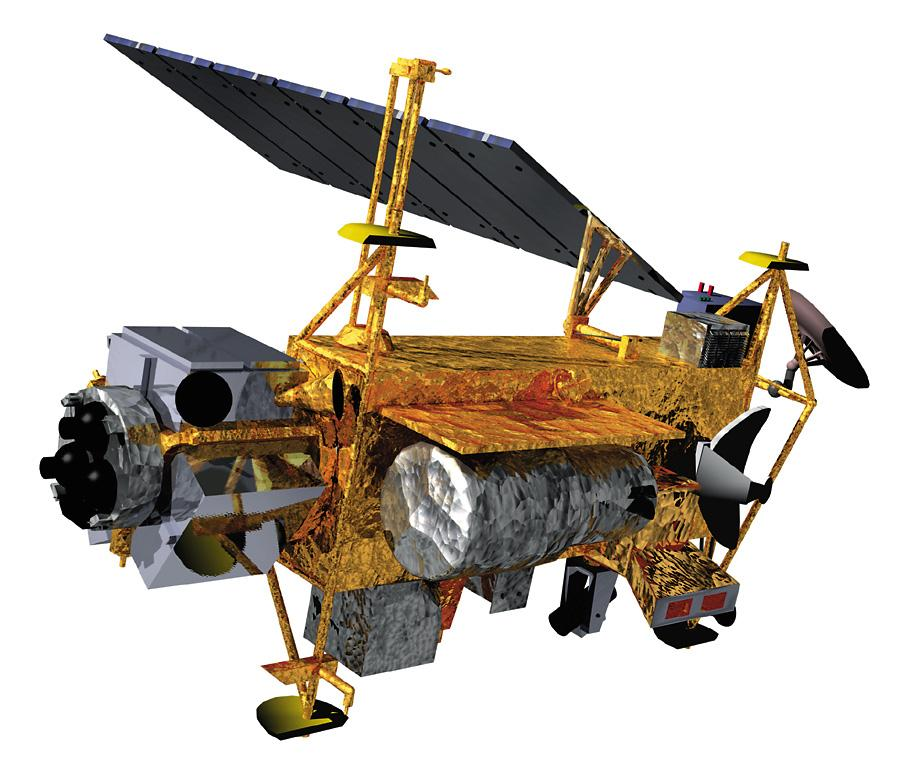
UARS

Upper Atmosphere Research Satellite (UARS — Супутник для дослідження верхніх шарів атмосфери) — американський науковий супутник масою 6,5 тонн, призначений для вивчення верхніх шарів атмосфери, запущений 1991 року і виведений з експлуатації в 2005 році.

## Падіння
За оцінкою НАСА, супутник, наблизившись до Землі, розпадеться приблизно на 100 уламків, більшість із яких згорить у верхніх шарах атмосфери. Однак не менш як 26 найважчих металевих частин загальною вагою до 600 кг впадуть на поверхню Землі. На думку фахівців, уламки може розкидати на відстань близько 800 км. Як сподіваються в агентстві, оскільки три чверті поверхні Землі вкрито водою, супутник впаде не на тверду поверхню, а в океан. Російські засоби контролю очікували, що 23 вересня відбудеться падіння некерованого 6-тонного американського супутника. Офіційний представник Космічних військ Російської Федерації полковник Олексій Золотухін повідомив ІТАР-ТАРС:
За новими уточненими даними, він впаде в Індійському океані на північ від островів Крозе.
Свого часу пропонувалося забрати супутник з орбіти шатлом, але цього не було зроблено.
15 вересня французькому астрофотографу Тьєрі Лего за допомогою спеціальної оптики вдалося зняти на відео політ некерованого супутника на висоті 250 км. Фахівці досі не можуть визначити ні точний час падіння, ні місце, куди впадуть частини шеститонного космічного об'єкта. На відео супутник постає блискучим металевим предметом, що повільно рухається в чорному небі.
Згідно із заявою НАСА з посиланням на Об'єднаний центр космічних операцій (англ. Joint Space Operations Center) на базі Військово-повітряних сил США у Каліфорнії, супутник впав 24 вересня 2011 року в північній частині Тихого океану, біля західного узбережжя США. Потім НАСА оприлюднило інформацію, що 24 вересня о 04:01 GMT супутник увійшов у верхні шари земної атмосфери і його уламки впали в Тихий океан в області з координатами 14,1° пд. ш. 170,2° зх. д..